# 東溫德克斯 (馬里蘭州)
東溫德克斯（英語：East Vindex）是位於美國馬里蘭州加勒特縣的一個非建制地區。

## 地理
東溫德克斯所處的海拔為高於海平面547米（即1795英呎），而該地所採用的時區為UTC-5，即北美东部時區（EST）。同時該地設有夏令時間，為UTC-5調快一小時，即UTC-4（EDT）。